# Kaštel Sućurac
Kaštel Sućurac je naselje na Hrvaškem, ki upravno spada pod mesto Kaštela; le-ta pa spada pod Splitsko-dalmatinsko županijo.

## Zgodovina
Začetki naselja Kaštel Sućurac segajo v leto 1392, ko je nadškof Gualdo na posestvu splitske nadškofije ob morju postavil utrjen dvorec (kaštel). Dvorec je dobil končno podobo leta 1510 ter je bil obzidan z obrambnim zidom. Pri gradnji dvorca  so bili uporabljeni tudi ohranjeni gradbeni ostanki iz antike. Dvorec je služil kot poletna rezidenca splitskih nadškofov. V današnji čas se je ohranila poletna rezidenca z gotskimi okni ter deli obrambnega zidu. V današnjem naselju stoji še baročna župnijska cerkev, ki pa je bila med bombardiranjem v 2. svetovni vojni poškodovana. Ohranjen je tudi napis na kamniti prekladi nad vrati iz 7. stoletja, ki je eden najstarejših srednjeveških epigrafskih spomenikov v Dalmaciji.

## Demografija
| Pregled števila prebivalcev po letih | Pregled števila prebivalcev po letih | Pregled števila prebivalcev po letih | Pregled števila prebivalcev po letih | Pregled števila prebivalcev po letih | Pregled števila prebivalcev po letih | Pregled števila prebivalcev po letih | Pregled števila prebivalcev po letih | Pregled števila prebivalcev po letih | Pregled števila prebivalcev po letih | Pregled števila prebivalcev po letih | Pregled števila prebivalcev po letih | Pregled števila prebivalcev po letih | Pregled števila prebivalcev po letih | Pregled števila prebivalcev po letih |
| ------------------------------------ | ------------------------------------ | ------------------------------------ | ------------------------------------ | ------------------------------------ | ------------------------------------ | ------------------------------------ | ------------------------------------ | ------------------------------------ | ------------------------------------ | ------------------------------------ | ------------------------------------ | ------------------------------------ | ------------------------------------ | ------------------------------------ |
| 1857                                 | 1869                                 | 1880                                 | 1890                                 | 1900                                 | 1910                                 | 1921                                 | 1931                                 | 1948                                 | 1953                                 | 1961                                 | 1971                                 | 1981                                 | 1991                                 | 2001                                 |
| 896                                  | 1130                                 | 1239                                 | 1427                                 | 1584                                 | 1581                                 | 1860                                 | 2436                                 | 2831                                 | 2979                                 | 3961                                 | 5320                                 | 5493                                 | 5825                                 | 6236                                 |